# L'aria del continente (film)
L'aria del continente è un film del 1935 diretto da Gennaro Righelli, tratto dall'omonima commedia di Nino Martoglio (1915).

## Trama
Un possidente siciliano si reca a Roma per sottoporsi a un'operazione. Durante la convalescenza si dà alla pazza gioia e si imbatte in una ballerina di tabarin. Decide di portarla con sé in Sicilia, suscitando, però, enorme scandalo nel piccolo paese. Ulteriore scalpore generale si verifica quando la porta persino al circolo di ritrovo locale ostentando un'aria di modernità, assolutamente non condivisa dalle persone del paese; d'altronde le evoluzioni sensuali della ballerina, criticatissime dalle signore e dalle signorine locali, sono invece apprezzatissime dagli uomini che, quasi in fila, assediano la casa dell'agricoltore per corteggiare la sua amica.
Dopo molte peripezie tragicomiche interviene il commissario di polizia, informando il dongiovanni che la "signorina" ha un passato alquanto burrascoso e che mira solamente ai suoi soldi. Il commissario fornisce anche il luogo di nascita della ballerina: Valguarnera Caropepe, in Sicilia (detto anche Carrapipi).
L'agricoltore, senza nemmeno chiedersi se i sentimenti della giovane sono autentici, va su tutte le furie e caccia la ragazza dalla sua vita, reimmergendosi nella "sana" vita dei campi.